# Taulant Xhaka
Taulant Xhaka (ur. 28 marca 1991 w Bazylei) – albański piłkarz pochodzenia szwajcarskiego i kosowskiego, grający jako obrońca w klubie FC Basel (Swiss Super League). W latach 2014-2019 reprezentant Albanii. Uczestnik Mistrzostw Europy 2016. 
Jest starszym bratem innego zawodowego piłkarza – Granita Xhaki. Były młodzieżowy reprezentant Szwajcarii.